# Simone Collio
Simone Collio (né le 27 décembre 1979 à Cernusco sul Naviglio, près de Milan) est un athlète italien, spécialiste du sprint. Il mesure 1,80 m pour 74 kg.

## Biographie
Simone Collio est membre club militaire des Fiamme Gialle.
Son meilleur temps sur 100 mètres est de 10 s 06, performance réalisée à Rieti, en 2009. Le 15 août 2008, il finit 7e de son quart de finale du 100 m des Jeux olympiques 2008 à Pékin en 10 s 33 derrière notamment Richard Thompson, Tyson Gay et Martial Mbandjock.
Le 20 juin 2009, il remporte, avec Giovanni Tomasicchio, Emanuele Di Gregorio et Fabio Cerutti, le relais 4 × 100 mètres lors des 1ers Championnats d'Europe  par équipes, à Leiria, dans le temps de 38 s 77. 
Le 15 août 2009, lors des Championnats du monde  2009 de Berlin, il terminera 4e de sa série en 10 s 49 (-0,4 m/s) derrière notamment Michael Frater, premier en 10 s 30.
Il est finaliste à Barcelone sur 100 m, mais en raison d'une blessure contractée en demi-finale, il termine sa course au pas, 8e, sans temps indiqué. Le 1er août 2010, lors des mêmes Championnats d'Europe d'athlétisme 2010, il contribue comme deuxième relayeur (avec Roberto Donati, Emanuele Di Gregorio, Maurizio Checcucci) au record national et à la médaille d'argent du relais italien, en 38 s 17, juste derrière l'équipe française, faisant jeu égal avec Christophe Lemaitre qui courait la même fraction, améliorant ce faisant de 20/100e un record qui datait du 10 août 1983 à Helsinki (Stefano Tilli, Carlo Simionato, Pierfrancesco Pavoni, Pietro Mennea).
Lors des Championnats d'Europe d'athlétisme 2012, il se qualifie pour la finale du 100 m en 10 s 30 mais est disqualifié pour faux-départ. Il contribue également à la disqualification de l'équipe italienne de relais sur 4 × 100 m.
Il a obtenu deux médailles d'or lors des Jeux méditerranéens sur le relais 4 x 100 m en 2009 et en 2013.
En juin 2016, il est annoncé que Collio paraîtra en octobre suivant au Tribunal de Rieti pour avoir construit sa maison sans autorisation valable.

## Vie privée
Il a rencontré à Sofia la sprinteuse bulgare Ivet Lalova championne d'Europe 2012 et finaliste olympique (2004, 2016) avec qui il s'est marié en septembre 2013,.

## Palmarès
| Date | Compétition                       | Lieu      | Résultat | Épreuve   | Temps   |
| ---- | --------------------------------- | --------- | -------- | --------- | ------- |
| 2001 | Championnats d'Europe espoirs     | Amsterdam | 5e       | 100 m     | 10 s 48 |
| 2001 | Championnats d'Europe espoirs     | Amsterdam | finale   | 4 x 100 m | DNF     |
| 2004 | Championnats du monde en salle    | Budapest  | 7e       | 60 m      | 6 s 60  |
| 2005 | Championnats d'Europe en salle    | Madrid    | 5e       | 60 m      | 6 s 66  |
| 2007 | Jeux mondiaux militaires          | Hyderabad | 2e       | 100 m     | 10 s 29 |
| 2007 | Jeux mondiaux militaires          | Hyderabad | 1er      | 4 x 100 m | 39 s 28 |
| 2009 | Championnats d'Europe par équipes | Leiria    | 8e       | 200 m     | 21 s 04 |
| 2009 | Championnats d'Europe par équipes | Leiria    | 1er      | 4 x 100 m | 38 s 77 |
| 2009 | Jeux méditerranéens               | Pescara   | 1er      | 4 x 100 m | 38 s 82 |
| 2009 | Championnats du monde             | Berlin    | 6e       | 4 x 100 m | 38 s 54 |
| 2010 | Championnats d'Europe par équipes | Bergen    | 1er      | 4 x 100 m | 38 s 83 |
| 2010 | Championnats d'Europe             | Barcelone | finale   | 100 m     | DNF     |
| 2010 | Championnats d'Europe             | Barcelone | 2e       | 4 x 100 m | 38 s 17 |
| 2011 | Championnats d'Europe par équipes | Stockholm | finale   | 4 x 100 m | DSQ     |
| 2011 | Championnats du monde             | Daegu     | 5e       | 4 x 100 m | 38 s 96 |
| 2012 | Championnats d'Europe             | Helsinki  | finale   | 100 m     | DSQ     |
| 2013 | Jeux méditerranéens               | Mersin    | 1er      | 4 x 100 m | 39 s 06 |

• 60 m : A participé aux mondiaux 2003 (sf), 2008 (sf) et 2012 (sf) — Europe en salle 2009 (h)

• 100 m : A participé aux mondiaux 2005 (qf), 2007 (qf) et 2009 (h) — Jeux olympiques 2004 (qf) et 2008 (qf)

• 4 x 100 m : A participé aux mondiaux 2003 (sf), 2005 (h) et 2007 (h) — Jeux olympiques 2004 (h), 2008 (h) et 2012 (h)

## Records
| Épreuve | Performance | Lieu    | Date            |
| ------- | ----------- | ------- | --------------- |
| 60 m    | 6 s 55      | Valence | 9 février 2008  |
| 100 m   | 10 s 06     | Rieti   | 21 juillet 2009 |
| 200 m   | 20 s 84     | Sofia   | 11 juin 2009    |